# Sergey Brin
Sergey Brin, nato Sergej Michajlovič Brin (in russo Серге́й Миха́йлович Брин?; Mosca, 21 agosto 1973), è un imprenditore russo naturalizzato statunitense, fondatore insieme a Larry Page di una delle più grandi società attive su Internet, Google.
Secondo Forbes, al 23 luglio 2023, è uno degli uomini più ricchi del mondo, con un patrimonio personale di 97 miliardi di dollari.

## Biografia
Nato il 21 agosto 1973 a Mosca, nell'allora Unione Sovietica, in una famiglia di ebrei russi che lasciò il Paese nel 1979, crebbe a College Park, negli Stati Uniti, dove il padre insegnava all'università del Maryland.
Fin da bambino Sergej Brin sogna di diventare un astronomo, ma si dedica invece all'informatica, attività considerata più redditizia. Seguendo i passi del padre e della madre, si laurea a pieni voti in Matematica e Scienze informatiche presso l'Università del Maryland, College Park. L'amicizia col futuro socio Larry Page nasce con la frequenza ai corsi dell'Università di Stanford, dove nel 1998 viene fondata la Google Inc nel garage a Menlo Park di Susan Wojcicki.
In seguito diventa tra gli uomini più ricchi al mondo e condivide la posizione in classifica col socio grazie ai proventi derivati dalla stessa Google Inc, che da semplice progetto è divenuta una delle realtà più potenti e in espansione della Rete.

## Vita privata
Nel maggio 2007 Brin ha sposato l'analista biotech e imprenditrice Anne Wojcicki alle Bahamas; hanno avuto un figlio nel dicembre del 2008 e una figlia alla fine del 2011. Si sono separati nel 2013, e nel giugno 2015 hanno divorziato. Hanno comunque continuato a gestire insieme la Fondazione Brin Wojcicki, donando ampiamente alla Michael J. Fox Foundation e 1 milione di dollari per sostenere nel 2009 l'Hebrew Immigrant Aid Society. 
Politicamente Brin è un democratico, avendo finanziato la campagna di rielezione di Barack Obama. Negli otto anni di matrimonio è stato il cognato di Susan Wojcicki, CEO di YouTube.